# Spančevo
Spančevo (makedonsky: Спанчево) je vesnice v Severní Makedonii. Nachází se v opštině Češinovo-Obleševo ve Východním regionu.

## Geografie
Vesnice se nachází v údolí Kočanska kotlina, 10 km západně od města Kočani. Leží v nadmořské výšce 350 metrů. Rozloha vesnice je 16,7 km2 a plní především zemědělskou a hospodářskou funkci.

## Historie
Na kopci u kostela sv. Athanasia se nachází archeologické naleziště. Na tomto místě byly nalezeny pozůstatky osady z dob 4 000 let př. n. l. Již při prvních vykopávkách byla nalezena budova, která sloužila k náboženským účelům a několik keramických nádob.
Během roku 2007 bylo nalezeno při zemědělských pracích nalezeno několik ženských figurek z doby měděné, což přimělo archeology k sondážnímu průzkumu. Finanční prostředky na výzkum schválilo ministerstvo kultury.
Byly objeveny pravěké nástroje z kostí a kamene, mušlové šperky, postavy s antropomorfními a zoomorfními rysy, keramika s řezbami různých postav, ale i kravské a jelení rohy. Z prozkoumaného prostoru lze usoudit, že jej lidé využívali jako pravěkou svatyni v době měděné, tedy ve čtvrtém tisíciletí před naším letopočtem.
Na konci 19. století byla vesnice součástí Osmanské říše. Podle bulharského etnografa a spisovatele Vasila Kančova žilo ve vesnici v roce 1900 celkem 760 obyvatel, všichni se hlásili k makedonské národnosti a křesťanské víře.

## Demografie
Podle sčítání lidu z roku 2002 žije ve vesnici 1 048 obyvatel, všichni se hlásí k makedonské národnosti.
| Rok          | 1900 | 1905 | 1948 | 1953  | 1961  | 1971  | 1981  | 1991  | 1994  | 2002 |
| ------------ | ---- | ---- | ---- | ----- | ----- | ----- | ----- | ----- | ----- | ---- |
| Obyvatelstvo | 760  | 608  | 923  | 1 043 | 1 209 | 1 136 | 1 090 | 1 051 | 1 061 | 1048 |